# 圧迫面接
圧迫面接（あっぱくめんせつ、英語：stress interview）とは、面接で受験者に対して、わざと意地悪な、もしくは威圧的な内容の質問や反論をし、これに対する応答・対応を評価する面接のことをいう。「パワハラ面接」「ブラック面接」などとも呼ばれる。

## 概要
いわゆる教科書的な模範回答に終始する受験者の「本音」を視るために行われる。営業職など、仕事上において不特定多数の顧客や取引先に応対する必要のある業種において、クレームや要望にきちんと対処できるかどうかを視るために行われることが多い。例えば、応募した動機を質問し、その回答に対し「それは他の会社にもあると思いますよ」と返したり、受験者の経歴を否定･軽視することなどが挙げられる。
圧迫面接においては、回答そのものよりも、感情的になることなく臨機応変に迅速かつ冷静な回答をする「態度」が評価される。面接担当者に声を荒らげて反論する等の感情的反応や、逆に言葉に詰まり、反論できずに黙り込んでしまう萎縮した態度、圧迫面接に対し不快感を表明したり、表明しなかったとしても面接官に不快感を悟られたりすることも評価を下げる。
あくまでも受験者の内面を視るための試験ではあるが、形式的には受験者を威圧するものであるので、企業イメージが悪化することにつながる。遵って、程度を慎重に検討し、事前に威圧的な質問がある旨を告知して受験者の合意を得ることが望ましいとされる。また、受験者からすれば面接中は感情を巧く抑えたとしても、圧迫面接を受けたことによって企業や面接官へのマイナスイメージが付くことは避けられず、内定を得られても結果として内定を辞退することが多い。
このように圧迫面接にはメリット以上にデメリットが多いため、最近はパワーハラスメントが問題になっていることもあり、企業イメージや業界イメージの低下を恐れ、圧迫面接を行わない企業が増えている。

## 背景
圧迫面接を行う背景として、情報管理と運用の研究者モーリス・シュバイツァーは、以下のような上司が圧迫面接を行う傾向にあると述べている。
- ストレスの多い環境で働く上司
- 仕事で過剰な要求を経験した上司
- 面接でストレスを感じることでストレスに対処する方法を学ぶことができると信じている上司

## 効果
専門家の多くは、ストレスの多い現場に対応できることを見る利点などの有効性については意見を分けている。しかし、「相手を侮辱するような面接」については専門家全員が時代遅れと認めている。こういった面接を受けた人間は、内部事情を周囲に話すことによってブランドイメージが低下し、優秀な人間を遠ざけるデメリットがある。